# Lega Nazionale B 1978-1979
La Lega Nazionale B 1978-1979, campionato svizzero di calcio seconda serie, si concluse con la vittoria del La Chaux-de-Fonds.

## Classifica
|  | Pos. | Squadra           | Pt | G  | V  | N  | P  | GF | GS | DR  |
|  | ---- | ----------------- | -- | -- | -- | -- | -- | -- | -- | --- |
|  | 1.   | La Chaux-de-Fonds | 43 | 30 | 18 | 7  | 5  | 71 | 31 | +40 |
|  | 2.   | Lucerna           | 43 | 30 | 17 | 9  | 4  | 62 | 36 | +26 |
|  | 3.   | Lugano            | 41 | 30 | 17 | 7  | 6  | 51 | 31 | +20 |
|  | 4.   | Winterthur        | 41 | 30 | 16 | 9  | 5  | 58 | 32 | +26 |
|  | 5.   | Frauenfeld        | 32 | 30 | 10 | 12 | 8  | 46 | 39 | +7  |
|  | 6.   | Aarau             | 32 | 30 | 12 | 8  | 10 | 44 | 39 | +5  |
|  | 7.   | Berna             | 32 | 30 | 11 | 10 | 9  | 41 | 41 | 0   |
|  | 8.   | Vevey             | 28 | 30 | 11 | 6  | 13 | 47 | 41 | +6  |
|  | 9.   | Friburgo          | 27 | 30 | 9  | 9  | 12 | 37 | 33 | +4  |
|  | 10.  | Bellinzona        | 27 | 30 | 10 | 7  | 13 | 47 | 49 | -2  |
|  | 11.  | Grenchen          | 27 | 30 | 9  | 9  | 12 | 27 | 32 | -5  |
|  | 12.  | Kriens            | 27 | 30 | 10 | 7  | 13 | 38 | 48 | -10 |
|  | 13.  | Bienne            | 26 | 30 | 9  | 8  | 13 | 35 | 55 | -20 |
|  | 14.  | Wettingen         | 25 | 30 | 8  | 9  | 13 | 40 | 48 | -8  |
|  | 15.  | Étoile Carouge    | 21 | 30 | 5  | 11 | 14 | 42 | 53 | -11 |
|  | 16.  | Young Fellows     | 8  | 30 | 3  | 2  | 25 | 21 | 99 | -78 |

Legenda:

      Promosso in Lega Nazionale A 1979-1980.
 Va allo spareggio promozione.
      Retrocesso in Prima Lega 1979-1980.
Note:

Due punti a vittoria, uno a pareggio, zero a sconfitta.

## Spareggio promozione
|        | Risultati     |            | Luogo e data            |  |
| ------ | ------------- | ---------- | ----------------------- |  |
| Lugano | 1 -0 (d.t.s.) | Winterthur | Lucerna, 27 giugno 1979 |  |
|        |               |            |                         |  |

## Verdetti finali
- La Chaux-de-Fonds, Lucerna e Lugano promosse in Lega Nazionale A.
- Étoile Carouge e Young Fellows Zurigo retrocesse in Prima Lega.